# Eva Amurri
Eva Maria Livia Amurri (New York, 15 maart 1985) is een Amerikaans actrice van Italiaanse afkomst. Ze won in 2003 een Young Artist Award voor haar bijrol in The Banger Sisters, waarin ze samenspeelde met haar moeder Susan Sarandon. Hoewel ze voornamelijk in films verschijnt, was ze in 2009 ook een tijd te zien als Jackie in de televisieserie Californication.
Amurri is de oudste dochter van actrice Sarandon en kwam voort uit een relatie met de Italiaanse regisseur Franco Amurri. Ze is de halfzus van Jack Henry Robbins (1989) en Miles Robbins die haar moeder later kreeg met acteur Tim Robbins.
Amurri is gehuwd en heeft een dochter.

## Filmografie
- Mothers and Daughters (2016)
- That's My Boy (2012)
- Californication (2009)
- New York, I Love You (2009)
- Animals (2008)
- Middle of Nowhere (2008)
- The Life Before Her Eyes (2007)
- The Education of Charlie Banks (2007)
- Saved! (2004)
- The Banger Sisters (2002)
- Made-Up (2002)
- Anywhere But Here (1999)
- Earthly Possessions (1999, televisiefilm)
- Dead Man Walking (1995)
- Bob Roberts (1992)

## Trivia
- Amurri verscheen samen met haar moeder in zowel Bob Roberts, Dead Man Walking, Earthly Possessions, Anywhere But Here, The Banger Sisters, Middle of Nowhere als Mothers and Daughters.
- In Dead Man Walking speelt Amurri niet alleen samen met haar moeder, maar verschijnen ook haar halfbroers Jack Henry (een van de kinderen in opossum-pakken) en Miles (als jongetje in de kerk).